# Alexander DiPersia

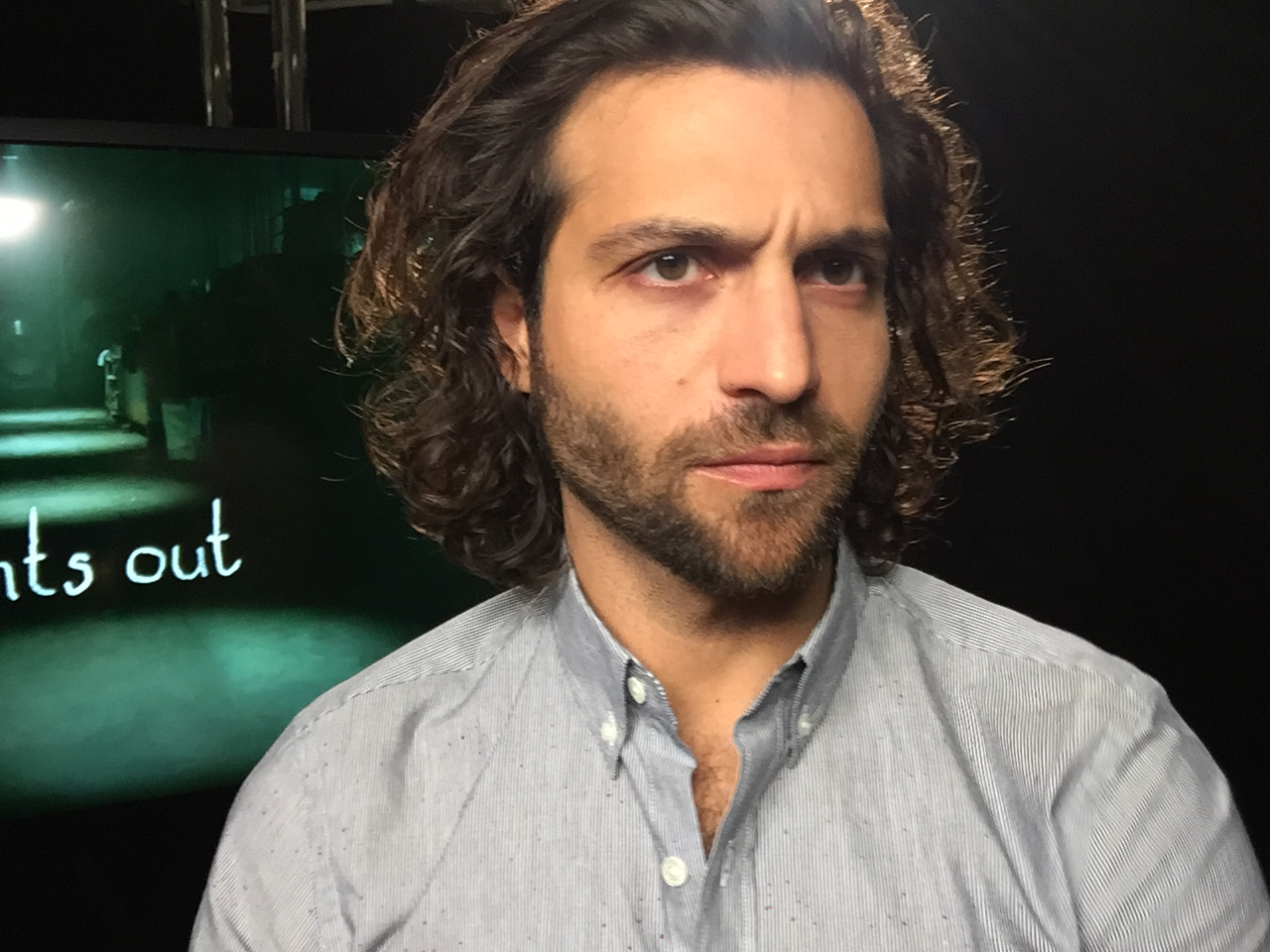
Alexander DiPersia (2016)

Alexander John DiPersia (* 6. März 1982 in New York City, New York) ist ein US-amerikanischer Schauspieler.

## Leben und Karriere
Alexander DiPersia wurde 1982 in New York City geboren und wuchs in Southport, im Bundesstaat Connecticut, auf. Seine Mutter Ronna war Künstlerin, der Vater John war Anwalt. Sein Großvater machte sich in der Immobilienbranche einen großen Namen. Nachdem er in New Haven die High School abgeschlossen hatte, ging er nach Boston, um dort am Boston College zu studieren, das er mit einem Master in Philosophie abschloss. Einige Zeit später zog er nach Los Angeles, wo er ohne jegliche Ausbildung versuchte in der Schauspielerei Fuß zu fassen. In der Anfangsphase seiner Schauspielkarriere arbeitete er nebenbei als Versicherungsvertreter.
Seine erste Schauspielrolle übernahm er mit einem kurzen Auftritt im Film I Am Legend aus dem Jahr 2007 mit Will Smith in der Hauptrolle. Ein Jahr später folgte eine Minirolle in Big Fat Important Movie. Danach trat er in einigen Serien in Gastrollen auf, dazu zählen Melrose Place, CSI: Miami, 90210, Single Ladies, Navy CIS: New Orleans und Gotham. 2013 war er als Marco im Fernsehfilm Für immer jung zu sehen.
Nachdem er in einigen Kurzfilmen zu sehen war, in denen er unter anderem mit Diego Luna bzw. Gael García Bernal in der Regie zusammenarbeitete, war er 2016 in der Serie Good Girls Revolt in der Rolle des Noah Benowitz wiederkehrend zu sehen. Ebenfalls 2016 erschien der Horrorfilm Lights Out, in dem DiPersia als Bret eine zentrale Rolle übernahm. 2019 war er als Andre Taglioni in einer Nebenrolle in der Netflix-Serie Pose zu sehen.
Neben seiner Schauspieltätigkeit ist DiPersia ein aktives Mitglied der New Yorker Kunstszene, sowohl als Sammler als auch als Kurator, für Einrichtungen von Luxuswohnungen.

## Filmografie (Auswahl)
- 2007: I Am Legend
- 2008: Big Fat Important Movie (An American Carol)
- 2009: Melrose Place (Fernsehserie, Episode 1x01)
- 2009: CSI: Vegas (CSI: Crime Scene Investigation, Fernsehserie, Episode 10x07)
- 2009–2010: 90210 (Fernsehserie, 4 Episoden)
- 2010: Father vs. Son
- 2011: The Perfect Student (Fernsehfilm)
- 2011: CSI: Miami (Fernsehserie, 2 Episoden)
- 2011: Single Ladies (Fernsehserie, 4 Episoden)
- 2011: The Protector (Fernsehserie, Episode 1x10)
- 2012: Hemingway
- 2013: Für immer jung (Lovestruck: The Musical, Fernsehfilm)
- 2013: Drifting Part 1 (Kurzfilm)
- 2014: Domino Falling (Kurzfilm)
- 2014: Navy CIS: New Orleans (NCIS: New Orleans, Fernsehserie, Episode 1x04)
- 2014: Gotham (Fernsehserie, Episode 1x06)
- 2015: Forever
- 2016: Lights Out
- 2016: Good Girls Revolt (Fernsehserie, 5 Episoden)
- 2016: Dream Girl (Kurzfilm)
- 2018: Year One (Kurzfilm)
- 2019: Pose (Fernsehserie, 3 Episoden)